# Матиньон, Жак III де Гойон
Жак III де Гойон де Матиньон (фр. Jacques III de Goyon de Matignon; 28 мая 1644, Ториньи-сюр-Вир — 14 января 1725, Париж), граф де Ториньи — французский аристократ.

## Биография
Пятый сын Франсуа де Гойон-Матиньона, графа де Ториньи, и Анн Малон де Берси, брат маршала Матиньона.
Сир де Матиньон и де Ларошгойон, сеньор герцогства Эстутвиль, граф де Ториньи, барон де Сен-Ло, сеньор де Амби, генеральный наместник Нижней Нормандии, губернатор городов и замков Шербура, Гранвиля, Сен-Ло и острова Шозе.
Снова начал пользоваться родовым именем Гойон, забытым его предками. 11 мая 1651 был принят в Великую приорию Франции ордена иоаннитов.
В 1664 году участвовал в Джиджельской экспедиции герцога де Бофора, затем воевал в Португалии под командованием маршала Шомберга. Был менином Великого Дофина.
31 декабря 1688 был пожалован в рыцари орденов короля. В 1722 году участвовал в церемонии коронации Людовика XV. Умер в Париже, останки были перевезены в Ториньи и погребены в фамильном склепе.
По словам герцога де Сен-Симона Матиньон извлек значительную выгоду из своей дружбы со сделавшим административную карьеру Мишелем Шамийяром, который, обладая «более чем скромными познаниями», всецело доверял своим прежним друзьям.

В бытность свою интендантом Руана он знавал отца Шамийяра, который в ту пору служил интендантом Кана; Матиньон был другом их семьи, а потому, несмотря на свое истинно нормандское корыстолюбие, согласился уступить Шамийяру ленное владение земельным участком, зависевшим от Ториньи. Поступок этот оставил такой неизгладимый след в душе Шамийяра, что Матиньон во все время его министерства пользовался его безграничной доверенностью и сумел на этом сколотить миллионное состояние.— Сен-Симон. Мемуары. 1701—1707. Кн. I. — М., 2016. — С. 41
В 1701—1702 годах граф де Ториньи был втянут в неприятную тяжбу, разбиравшуюся Руанским парламентом.

Какой-то голодранец затеял против него процесс в парламенте Руана и представил документы, согласно каковым Матиньону, несмотря на все его влияние в этой провинции и поддержку Шамийяра, надлежало выплатить заявителю один миллион двести тысяч ливров. Процесс длился долго, а голодранец тот, вопивший на каждом углу, что его притесняют и обижают, получал от святош обоего пола необходимое ему количество денег и рекомендаций. Однако в конце концов выяснилось, что все документы были фальшивыми, бродяга во всем признался и был повешен.— Сен-Симон. Мемуары. 1701—1707. Кн. I. — М., 2016. — С. 55

## Семья
Жена (1675, с церковного разрешения): Шарлотта де Гойон-Матиньон (30.08.1657—4.04.1721), графиня де Ториньи, дочь Анри де Гойон-Матиньона, графа де Ториньи, и Мари-Франсуазы Летелье. Приходилась мужу племянницей
Дети:
- Жак-Франсуа-Леонор (22.11.1689—23.04.1751), герцог де Валентинуа, князь Монако. Жена (1715): Луиза-Ипполита Гримальди (1697—1731), герцогиня де Валентинуа, дочь Антуана Гримальди, князя Монако, и Мари де Лоррен
- N (1690—1694), называемый маркизом де Сен-Ло
- Катрин-Элизабет Гойон (ум. 8.07.1706). Муж (контракт 14.04.1701, с церковного разрешения): Луи-Жан-Батист Гойон-Матиньон (1682—1747), граф де Гасе, ее двоюродный брат